# Tomba del Convegno
Die Tomba del Convegno (Grab des Begegnung) ist ein ausgemaltes etruskisches Kammergrab, das in die zweite Hälfte des dritten Jahrhunderts v. Chr. datiert. Das Grab wurde im Jahr 1970 entdeckt und befindet sich in der Monterozzi-Nekropole bei Tarquinia. Es handelt sich um das letzte ausgemalte etruskische Grab.
Die sich in einem schlechten Erhaltungszustand befindenden Malereien zeigen drei Prozessionen von Männern. An der Rückwand sieht man einen weißhaarigen Mann, der wohl den Grabherrn darstellt, der durch eine Inschrift als hochrangiger Würdenträger identifiziert wird. Neben ihm sieht man zwei Liktoren mit Äxten.